# Емине Гулбахар Хатун I
Емине Гулбахар Хатун I или Гулбахар Хатун I (тур. I. Gülbahar Hatun; 1432. - 1492) је била султанија Османског царства и супруга султана Мехмеда II.

## Биографија
Османски натпис (вакфија) описује је као Хатун бинти Абдулах (Абдулахову кћер), што значи да је њен отац вероватно преобратио ислам. Гулбахар Хатун је била или албанског, грчког или српског порекла.

## Брак
Гулбахар се удала за Мехмеда II 1446. године, када је још био принц и гувернер Амасије. Имала је двоје деце, сина Шехзаде Бајазита (будућег Бајазита II) рођеног 1447. године у Демотики и ћерку Гевхерхан (1454-1514) , која се удала за Угурлу Мухамеда, сина Ак Којунлу султана Узун Хасана 1474. Верује се и да је имала још једну ћерку која се звала Ајше или Камерхан.
1451. године, након Мехмедовог ступања на престо, пратила га је до Једрена. Према турској традицији, од свих принчева се очекивало да раде као провинцијски управници као део своје обуке. 1455. или 1456. Бајазит је постављен за гувернера Амасије, а Гулбахар га је пратила, где су њих двоје остали до 1481. године, осим 1457. године, када је дошла у Једрене, и присуствовала церемонији обрезивања свог сина. 
Гулбахар је очигледно била прилично забринута за будућност свог сина и за сопствена имања. Да би осигурала своја имања, обдарила је приходе одређених села и поља Ендеруновој џамији 1474. Међу обдареним имањима било је и село Агличик, које је 1479. године током земљишне реформе претворено у село Тимариота.
1468. године Мехмед је село Баглуча поклонио Гулбахар. После шест година, 1473. године, продала је село Тачедин бегу, сину Хамзе Балија (умро 1486), књиговође Бајазитовог двора. 1478. године изузеће за село је укинуто и враћено јој је вероватно као резултат земљишне реформе. Ова наредба је поново издата годину дана касније на захтев Мевлане Шамседин Ахмета, према којој јој село није враћено, а оно је вероватно постало предмет правног спора.

## Занимљивости
У турском филму Фетих 1453, снимљеном 2012, Емине Гулбахар глуми Шахика Колдемир.